# ميجيليتو
ميجيليتو (بالبرتغالية: José Miguel Organista de Simões Aguiar‏) (4 فبراير 1981 ببوفوا دي فارزيم في البرتغال - ) هو لاعب كرة قدم برتغالي في مركز الدفاع. شارك مع منتخب البرتغال تحت 20 سنة لكرة القدم ومنتخب البرتغال تحت 21 سنة لكرة القدم. أما مع النوادي، فقد لعب مع أبولون ليماسول وسبورتينغ براغا وموريرينسي ونادي بنفيكا ونادي بيلينينسش ونادي ريو أفي ونادي فيتوريا سيتوبال ونادي ماريتيمو وناسيونال ماديرا ونادي تيرسينس ‏ ونادي تشافيس.

## روابط خارجية
- ميجيليتو على موقع قاعدة بيانات كرة القدم.إي يو (الإنجليزية)
- ميجيليتو على موقع Soccerway.com (الإنجليزية)